# Prophet '08

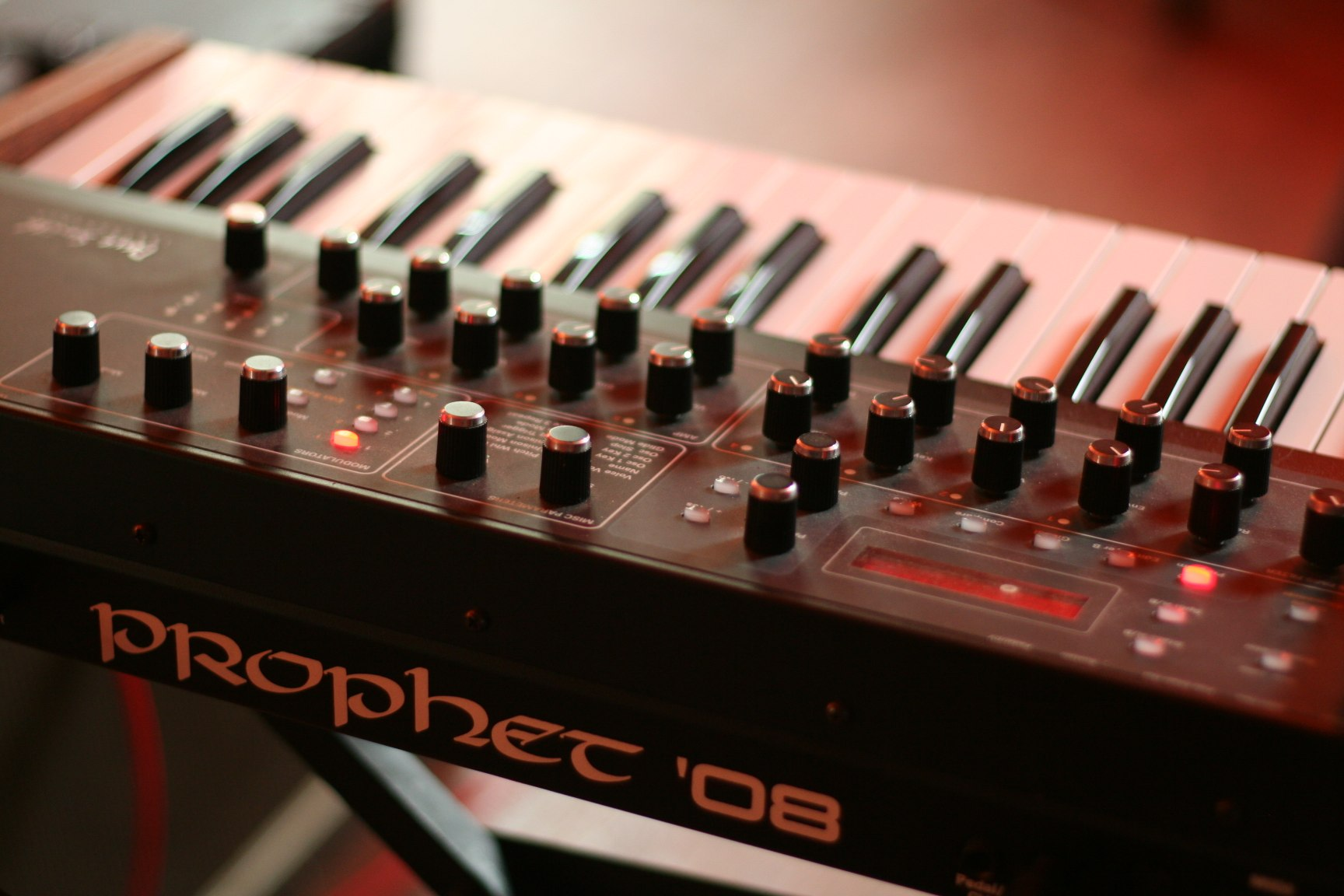
Synthétiseur Prophet '08.

Le Prophet '08 de Dave Smith Instruments est un synthétiseur analogique polyphonique créé par Dave Smith et sorti vers la fin de 2007. Il est similaire sur le plan de la sonorité et de la fonctionnalité au renommé Sequential Circuits Prophet 5, lui aussi réalisé par Dave Smith et popularisé dans les années 1970. Il est par ailleurs l'un des rares synthétiseurs analogiques polyphoniques disponibles dans le commerce aujourd'hui.
Le synthétiseur est remarquable pour la stabilité de son pitch, la chaleureuse et percutante qualité du son (comparé à ses homologues virtuels ou digitaux) et la réponse au toucher. Il a également une sensibilité à la vitesse du toucher et un aftertouch. Il est ainsi devenu un synthétiseur populaire parmi les musiciens professionnels.